# Västerås konvent

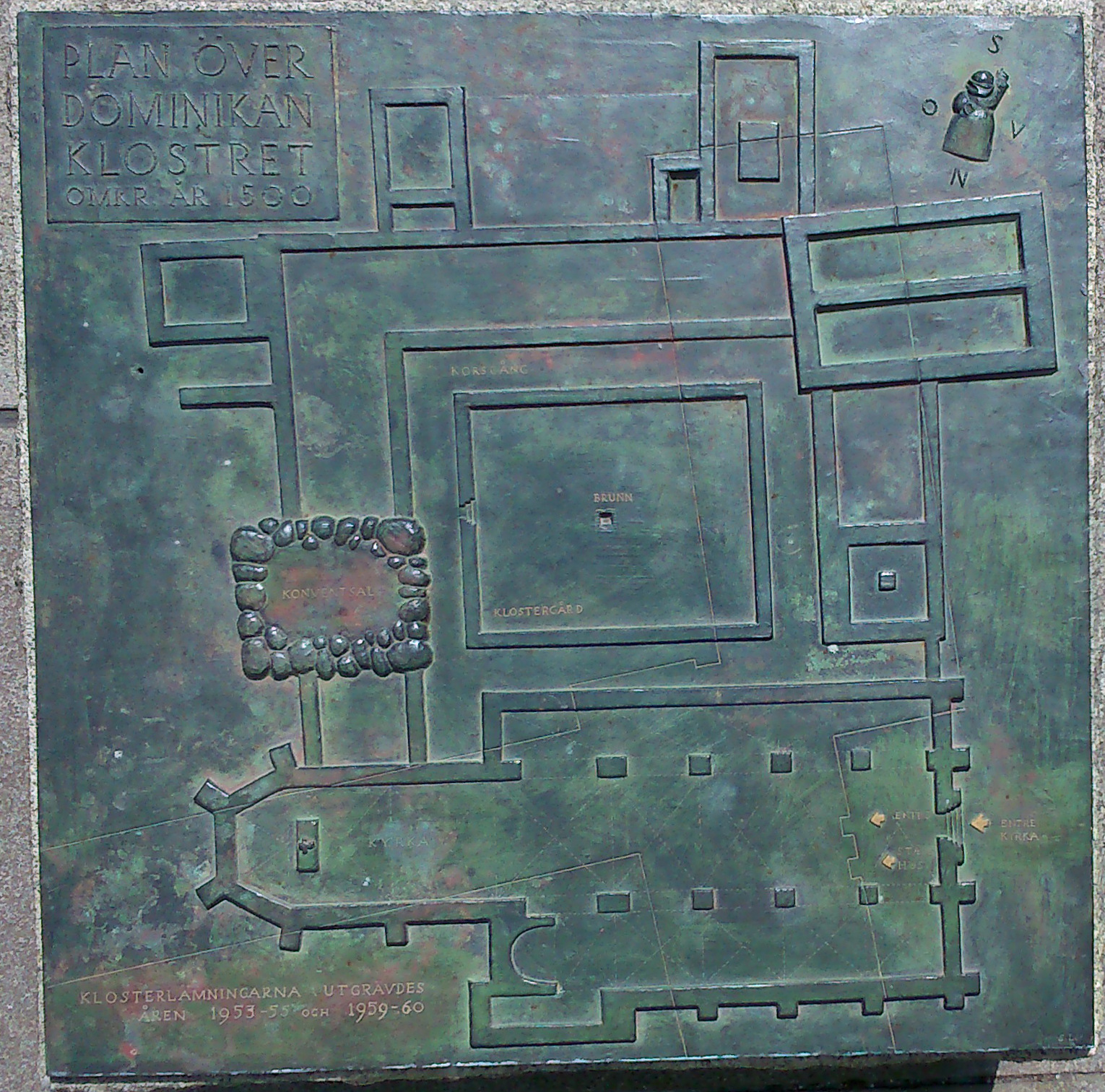
En minnestavla över Dominikankonventet (grova linjer) mitt i nuvarande stadshuset (tunna linjer). Lägg märke till att entrén till det nuvarande stadshuset ligger över entrén till det medeltida Dominikankoventet.

Västerås konvent var ett svenskt munkkloster i Västerås, aktivt mellan 1244 och 1527. 
Det anlades 1244 i Västerås och tillhörde då dominikanorden Konventet låg på Munkholmen (där nuvarande Stadshuset ligger). Det var en ö som avskildes från resten av Västerås av Svartån i väster och Lillån i norr och öster. Lillån är idag igenlagd och dess dragning motsvaras av Munkgatan österut från Svartån och söderut längs med Port-Anders gata mot Östra hamnen.
Medlemmarna i konventet kallas ”bröder” och ”systrar” (till skillnad från munkar och nunnor i ett kloster). Namnet "svartbröderna" fick de därför att de var klädda i svart mantel med kapuschong. Svartbröderna var öppna mot samhället. Konventet kunde fungera som mötesplats för bl.a. stormän. Dominikanerna kunde göra insamlingar bland allmänheten och kallades därför tiggarmunkar. 
Petrus de Dacia var prior i konventet 1278–1279. Våren 1282 övertygade Petrus den nye priorn Bartold att ge Petrus brevvän Kristina av Stommeln och hennes bror fristad i Sverige. Brodern, som hette Sigwinus, kom till klostret i augusti 1282 och eftersom han inte var munkvigd så blev han lekbroder. 
Karl Knutsson (Bonde) uppförde St Örjans kapell utanför klostret 1440. Kapellets plats är markerad utanför stadshuset. 
Bröderna bidrog till att införa en intellektuell och internationell anda till Västerås, vilket gagnade kontakter och handel med utlandet. Närmaste konvent fanns i Sigtuna, Strängnäs och från 1300-talet Svartbrödraklostret i Stockholm.
Konventet fanns på samma plats i nästan tre hundra år. Det avvecklades och revs efter beslut i reformationsriksdagen (Västerås riksdag) 1527. Riksdagen hölls i Västerås slott och i konventsalen. Byggnadsmaterial från konventet användes för restaurering av slottet och domkyrkan. Konventet var helt övergivet 1528 och 1582 var det helt borta. 
Vid byggandet av stadshuset gjordes en stor arkeologisk utgrävning av konventets grundmurar och dess omgivningar, varvid bland annat tillvaratogs drygt två tusen skelett från den gamla gravplatsen. Konventets läge finns utmärkt med murar och skyltning. 